# Roberto Roversi
Roberto Roversi (Bologna, 28 gennaio 1923 – Bologna, 14 settembre 2012) è stato uno scrittore, poeta, paroliere, giornalista, e libraio italiano, in gioventù partigiano. Dal 1948 al 2006 gestì la Libreria Antiquaria Palmaverde di Bologna.
Ha fondato e diretto  le riviste Officina (insieme a Francesco Leonetti e Pier Paolo Pasolini) e successivamente Rendiconti.
Alcuni versi del poeta sono diventati testi di canzoni, messe in musica ed eseguite da artisti come gli Stadio e Lucio Dalla; con quest'ultimo realizzò tre album discografici e uno spettacolo teatrale.

## Biografia
Si arruolò fra i partigiani, appena ventenne, e combatté nella Resistenza in Piemonte.  Dal 1948 al 2006  ha svolto l'attività di libraio antiquario gestendo a Bologna la Libreria Palmaverde.
Nel 1955 fondò con Francesco Leonetti e Pier Paolo Pasolini la rivista Officina. Nel 1961 diede alla luce una nuova rivista, Rendiconti. Di entrambe fu anche editore.
Attorno alla metà degli anni sessanta compì una scelta destinata a segnare profondamente la sua attività letteraria: smise di pubblicare con i grandi editori, limitandosi esclusivamente a fogli fotocopiati distribuiti liberamente e a collaborazioni con piccole riviste autogestite.
Nei primi anni settanta Roversi fu, insieme ad altre personalità di rilievo come il radicale Marco Pannella, codirettore del quotidiano Lotta Continua, cui prestò la firma per evitarne la chiusura; in quel periodo scrisse anche numerosi versi che divennero testi di canzoni di Lucio Dalla (per gli album Il giorno aveva cinque teste, Anidride solforosa e, sotto pseudonimo (Norisso), Automobili, con Nuvolari, e scrisse anche Comunista per l'album Cambio), e successivamente altri per il gruppo degli Stadio (ad esempio, Chiedi chi erano i Beatles , il più grande successo del gruppo, ma anche Bianco di gesso, nero di cuore, Ma se guido una Ferrari, Maledettamericatiamo, Millenovecentonovantaniente, La ragazza col telefonino e Doma il mare, il mare doma dedicata a Maradona); scrisse anche altre due canzoni: Formula uno per Claudio Lolli e Il filo di Arianna per Paola Turci.
Nel 1977 con Gianni Scalia, Pietro Bonfiglioli e Federico Stame, fondò la rivista Il cerchio di gesso. 
Anche Francesco De Gregori, in coppia con Angela Baraldi, negli anni novanta riprese e incise Anidride solforosa.
Le edizioni Pendragon hanno ristampato tre dei suoi testi teatrali (Unterdenlinden, Il Crack e La macchina da guerra più formidabile) sotto la cura del professore e amico Arnaldo Picchi, e hanno pubblicato l'ancora inedito La macchia d'inchiostro.
Nel 2005 Mina incide 20 Parole (versi suoi su musica di Alberto Ravasini) contenuto nell'album Bula Bula.
Nel 2006 la Libreria Palmaverde ha chiuso i battenti e, dopo oltre 50 anni di attività, Roberto Roversi e la moglie Elena hanno deciso di ritirarsi a vita privata. Tutti i loro libri sono stati donati alla Coop Adriatica, che ne ha venduto una parte in favore di famiglie disagiate, donando invece a biblioteche quelli di maggiore interesse.
Nel giugno del 2007 ha subìto la prematura morte (causata da un tumore) del figlio, Antonio Roversi, Sociologo e Professore Ordinario all'Università di Bologna.
Nel 2008 Roberto Roversi raccoglie per l'edizione di Luca Sossella Tre poesie e alcune prose, un volume di 576 pagine che comprende: Dopo Campoformio (nella versione 1965), Le descrizioni in atto (1969-85) e i versi degli anni settanta e ottanta riuniti nel Libro Paradiso (1993), oltre a due estratti dai romanzi Registrazione di eventi (1964) e I diecimila cavalli (1976), e da una scelta di scritti (tra 1959 e 2004) dal titolo Materiale ferroso, testi che dimostrano l'impegno tra la teoria della poesia e l'azione politica.
Nel 2010 dà alle stampe in cinquanta esemplari fuori commercio la versione integrale del poema L'Italia sepolta sotto la neve.
Il 2 giugno del 2011, in occasione della Festa della Repubblica, la Sigismundus Editrice di Ascoli Piceno pubblica la quarta parte del poema L'Italia sepolta sotto la neve con il titolo Trenta miserie d'Italia.
È scomparso nel settembre 2012 all'età di 89 anni. È sepolto nel Chiostro IX della Certosa di Bologna; la cella di famiglia ospita un angelo a rilievo opera di Silverio Montaguti. Per sua espressa volontà non sono state tenute cerimonie pubbliche né private.. La sua figura è stata pubblicamente ricordata dagli intellettuali e scrittori dell'area bolognese e non sono mancati l'omaggio del presidente della repubblica Napolitano, del sindaco di Bologna Merola e del rettore dell'università cittadina Dionigi.
A giudizio di Carla Glori, è stato una figura di "intellettuale dal multiforme impegno culturale e sociale, una delle più alte e forti voci poetiche e civili del Novecento".

## Opere
- Poesie, Bologna, Libreria antiquaria Mario Landi, 1942.
- Rime, Bologna, Libreria antiquaria Mario Landi, 1943.
- Umano, Bologna, Libreria antiquaria Mario Landi, 1943.
- Ai tempi di re Gioacchino, Bologna, Libreria antiquaria Palmaverde, 1952.
- Poesie per l'amatore di stampe, Caltanissetta, Sciascia, 1954.
- Caccia all'uomo. Romanzo, Milano, Mondadori, 1959.
- Dopo Campoformio, Milano, Feltrinelli, 1962; Torino, Einaudi, 1965.
- Registrazione di eventi, Milano, Rizzoli, 1964.
- Unterdenlinden, Milano, Rizzoli, 1965.
- Le descrizioni in atto (1963-1969), Bologna, s.n., 1970; Bologna, Coop. Modem, 1990.
- La macchina da guerra più formidabile, in "Quaderni del Cut/Bari", n. 9, febbraio 1971.
- I diecimila cavalli, Roma, Editori Riuniti, 1976.
- Enzo re, Bari, Centro Teatrale Universitario, 1979.
- Trentuno poesie di Ulisse dentro al cavallo di legno, Castelplanio, Ribichini, 1981.
- Il grande blu, il grande nero. Sedici giovani poeti del Mediterraneo, a cura di e con Silvano Ceccarini e Nicola Muschitiello, Bologna, Transeuropa, 1988.
- L'Italia sepolta sotto la neve, Valverde, Il girasole, 1989.
- Una cronaca in nero in La scoperta di Bologna, Bologna, L'inchiostroblu, 1991.
- Il Libro Paradiso, Manduria, Lacaita, 1993.
- Quattro porte ai quattro venti. Pieve di Cento e la sua gente nelle fotografie di Giovanni Melloni, Cento, Cassa rurale ed artigiana di Cento, 1992; San Giovanni in Persiceto, Beccari, 1996.
- Amo Bologna perché è bella. Agenda storica di Bologna 1996, a cura di, Rimini, Capitani, 1995.
- Parte terza, Como, Lythos, 1995.
- Siamo andati sui monti più alti, Modena, Istituto storico della resistenza e di storia contemporanea, 1995.
- 25 poesie autografe, Torino, In Carta Linda, 1995.
- La gentile signora, Oppido Lucano, Cridi Editrice, 1995.
- Se tutti i mari del mondo fossero inchiostro, Cento, Cooperativa Culturale Centoggi, 1996.
- Enzo Re. Tempo viene chi sale e chi discende, Porreta Terme, I quaderni del battello ebbro, 1997.
- Tre invettive contro il tarlo, nemico del libro. Tre poesie, Scandicci, Mugnaini, 1997.
- Aber es haben zu singen, Civitanova Marche, Associazione Autori Contemporanei, 1998.
- Spaventoso rombo e notturna devastazione nella grande città di Parigi, 1808, Montichiari, Zanetto, 1998.
- Enzo re. Tempo vene ki sale e ki discende, Bologna, Pendragon, 1999.
- La partita di calcio, Napoli, Pironti, 2001.
- Dall'Arcadia al Parini, a cura di, Roma, Istituto poligrafico e Zecca dello Stato, 2002.
- La macchina da guerra più formidabile. Testo per il teatro, 1970, Bologna, Pendragon, 2002.
- Unterdenlinden. Testo per il teatro, 1965, Bologna, Pendragon, 2002.
- Il crack. Testo per il teatro, Bologna, Pendragon, 2004.
- Il timone, Milano, EnnErre Le nostre ragioni, 2005.
- La macchia d'inchiostro. Testo per il teatro, 1976, Bologna, Pendragon, 2006.
- Il timone 2, Milano, EnnErre Le nostre ragioni, 2008.
- Per impervi sentieri, audiolibro, Bologna, Bohumil Edizioni, 2008.
- Tre poesie e alcune prose. Testi 1959-2004, Roma, Sossella, 2008.
- Nuvolari frusta implacabile di velocità e furore, Bologna, Pendragon, 2009.
- L'Italia sepolta sotto la neve, Pieve di Cento, AER edizioni, 2010.
- La devastazione di Montecalvo, Oèdipus, 2010.
- La strage dei trent'anni, CLUEB, 2010, con  testi di Gianni D'Elia, Paolo Bolognesi, Carlo Lucarelli e fotografie di Andrea Paolella
- Caccia all'uomo, Bologna, Pendragon, 2011.
- La dura epica vicenda. Un poemetto inedito e due canti dal poema Dopo Campoformio, Teramo, Edizioni Banca di Teramo, 2011.
- Trenta miserie d'Italia, Ascoli Piceno, Sigismundus, 2011.
- Libri e contro il tarlo inimico, Bologna, Pendragon, 2012.
- Tre poesie, con un’illustrazione di Massimo Pastore, I Marenghi n. 1, Officina del giorno dopo, Monte Sant’Angelo, 2018.
- Vincendo i venti nemici. Lettere 1959-1982, con Vittorio Sereni, a cura di Fabio Moliterni, Bologna, Pendragon, 2020. ISBN 978-88-3364-178-2.
- Chi era Roversi, con un’incisione di Sandro Bracchitta, Officina del giorno dopo, Monte Sant’Angelo, 2023.